# Hibla Inferior
|  | Per a altres significats, vegeu «Hibla». |

Hibla Inferior (en grec antic Ὕβλα ἡ ἐλάττων 'Hybla é élátton' segons Esteve de Bizanci) també coneguda per Hera o Heraea (grec Ἥρα, Ἡραία) era una antiga una ciutat de Sicília molt menys coneguda que les altres ciutats amb el mateix nom.
Pausànias no en parla quan descriu les altres, ni tampoc cap dels geògrafs antics, però apareix als Itinerarium una ciutat anomenada Hybla situada a la via que anava de Siracusa a Agrigent diferent sens dubte d'Hibla Major i d'Hibla Menor. També en parla la Taula de Peutinger. Era a uns 25 km d'Acrae (Palazzolo Acreide) però el lloc exacte no s'ha trobat. Ciceró esmenta una ciutat anomenada Hera.
El fet que hi hagués tantes ciutats anomenades Hybla a Sicília probablement l'explica Pausànias, que diu que hi havia una divinitat local que portava aquest nom.